# Semiramide (Vivaldi)
Semiramide (RV 733) è un dramma per musica in tre atti di Antonio Vivaldi su libretto di Francesco Silvani.
Ultima collaborazione tra il Teatro arciducale di Mantova (dove Vivaldi era stato impresario tra il 1718 e il 1720), l'opera vede la partecipazione del giovane castrato Marianino Nicolini nel ruolo di Oronte assieme alla celebre "prima donna" Anna Girò (Semiramide) e, come "primo uomo", al contralto Maria Maddalena Pieri (Nino), famosa per le sue interpretazioni in travesti.